# Chelmon rostratus
El pez mariposa de nariz alargada (Chelmon rostratus ) es un pez marino, de la familia Chaetodontidae. Es uno de los peces marinos más populares y solicitados en acuariofilia marina. Su población salvaje es abundante, siendo una especie común y estable.

## Morfología
De cuerpo alto comprimido lateralmente. Su coloración es blanco nacarado en todo el cuerpo y presenta cinco rayas amarillas verticales de distinto grosor. De más estrecha en la cabeza a más gruesa hacia la cola. La quinta raya está en el nacimiento de la aleta caudal. En la cuarta raya, la más ancha, presenta un ocelo negro rodeado con un ribete azul claro. 
Tiene también una franja amarilla más, que cruza al pez frontalmente desde el extremo de la boca hasta el nacimiento de la aleta dorsal. Esta aleta cuenta en el nacimiento con una serie de espinas que eriza con los cambios de humor.
Posee una nariz alargada muy característica, que puede llegar a sobrepasar los 3 cm , y que está adaptada para su alimentación de animales bentónicos y en pequeñas grietas.
Alcanza los 20 cm de largo.

## Hábitat y distribución
En lagunas protegidas de arrecifes coralinos, y entre 1 y 25 metros de profundidad.
Suelen habitar en solitario o pareja, no siendo frecuentes los grupos salvo en juveniles. Se protegen entre corales.
Se distribuye en el océano Indo-Pacífico, siendo nativo en Australia; Camboya; Hong Kong; Indonesia; Japón; Malasia; Myanmar; Papúa Nueva Guinea; Filipinas; Singapur; Islas Salomón; Sri Lanka; Taiwán, Provincia de China; Tailandia y Viet Nam.

## Alimentación
Omnívoro, en la naturaleza se nutre de gusanos tubícolas, pequeños crustáceos, copépodos y varias macroalgas. 

## Reproducción
Son gonocóricos, de sexos separados, y no cambian de sexo. No presentan dimorfismo sexual. Son dispersores de huevos.

## Galería

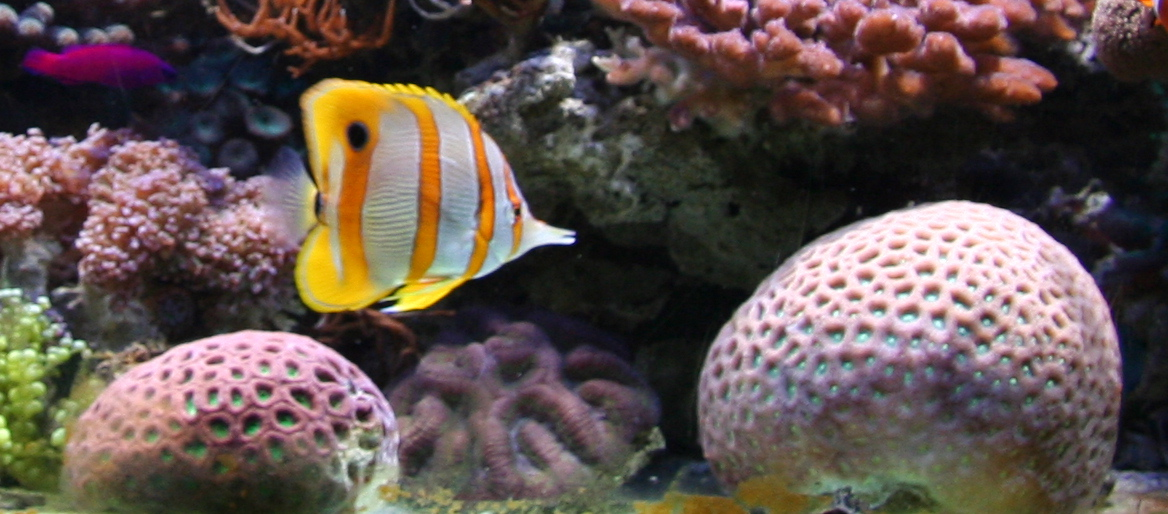
C. rostratus entre coral Favia, izquierda, y coral Favites, derecha.
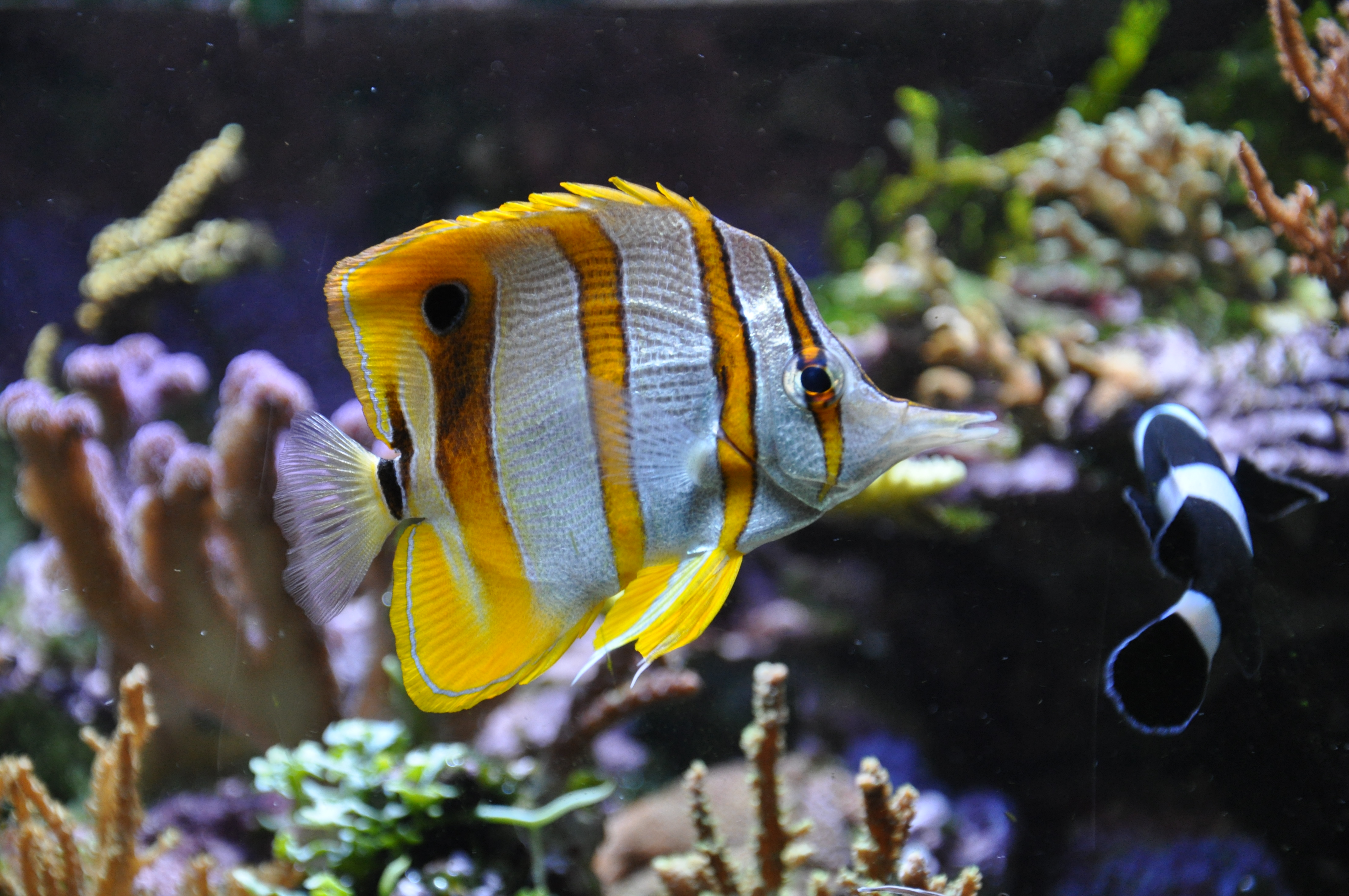
Ejemplar juvenil con nariz más corta.
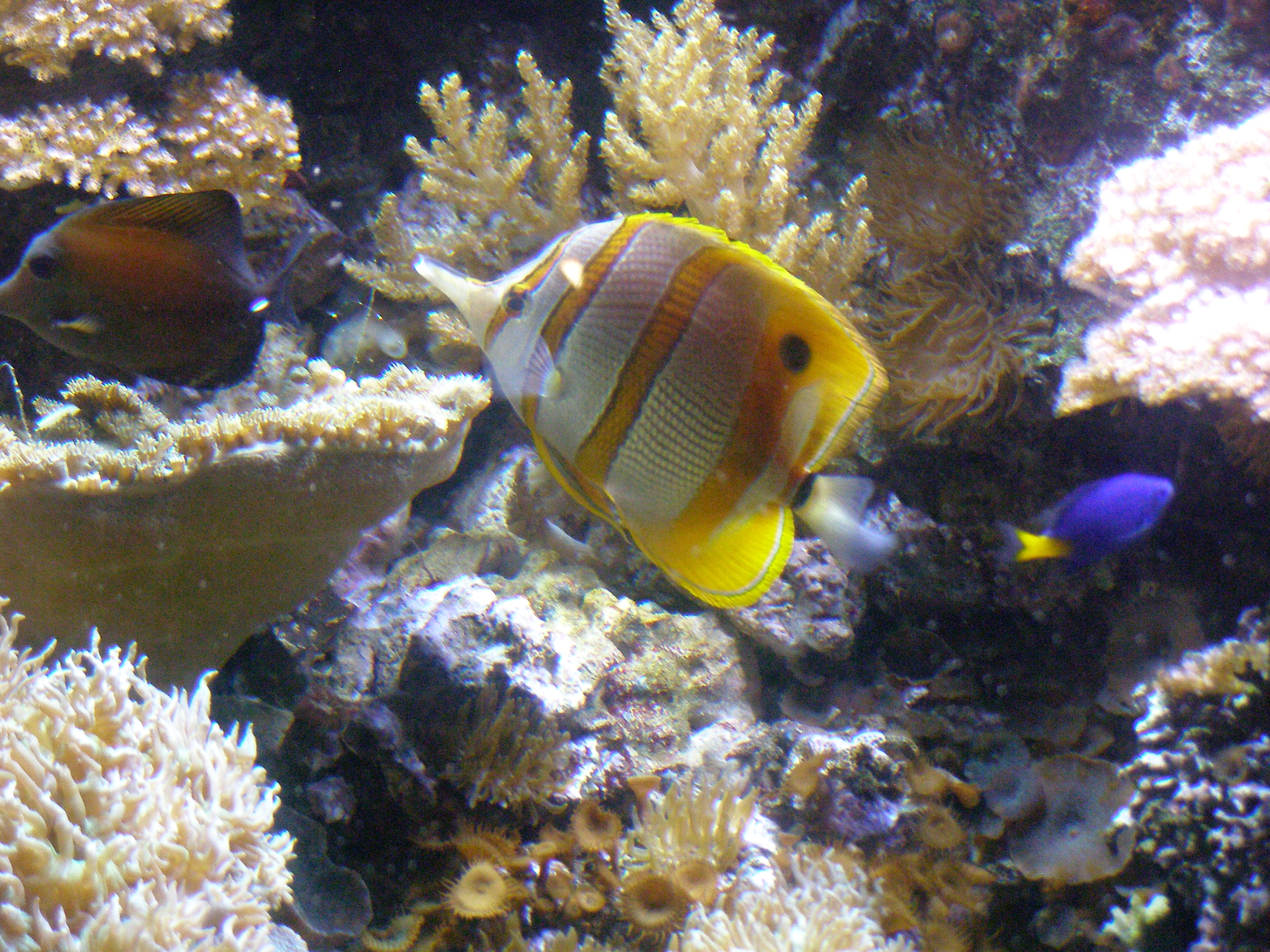
En el acuario de Génova, Italia.
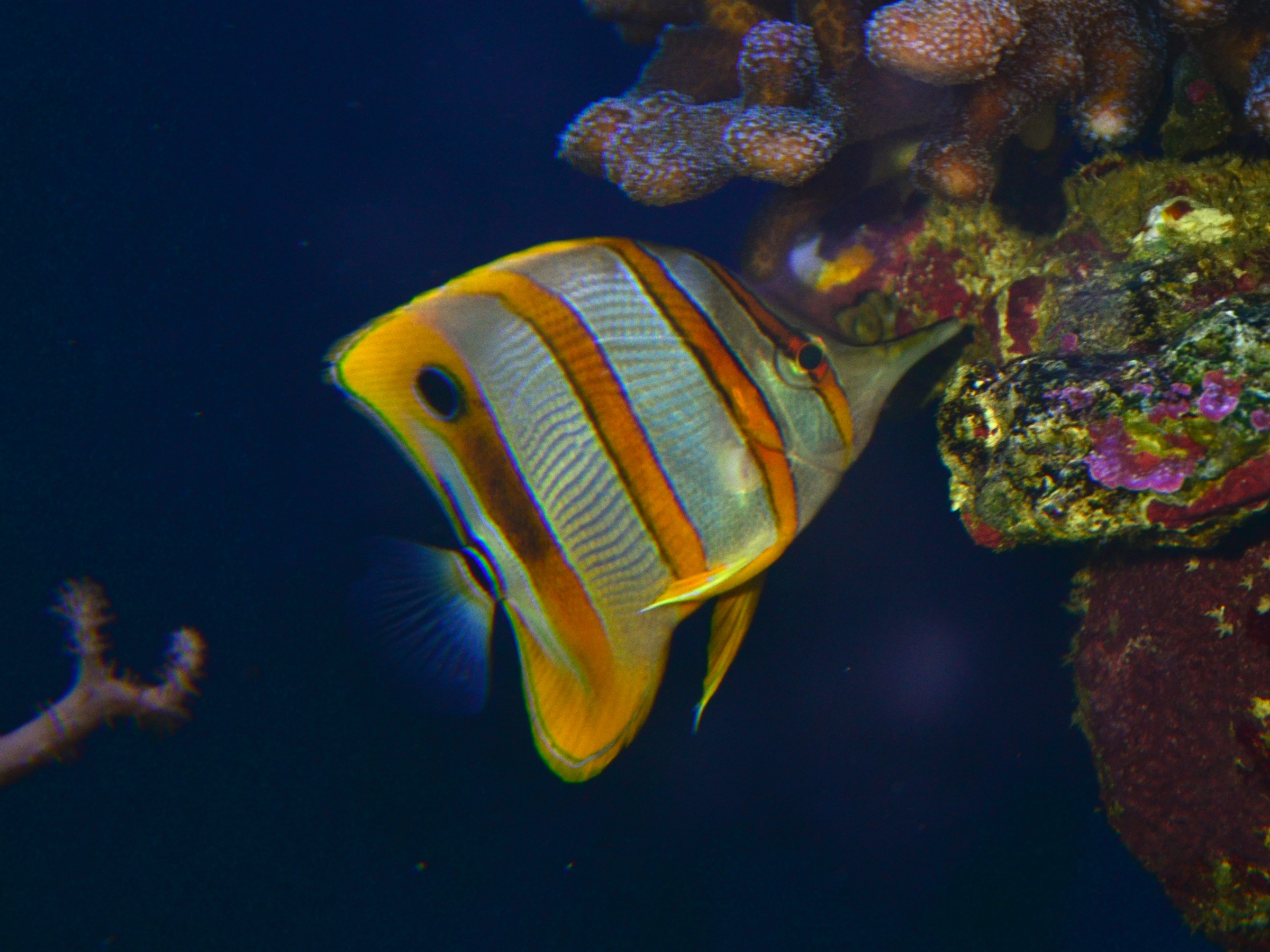
Alimentándose en la roca viva del acuario.
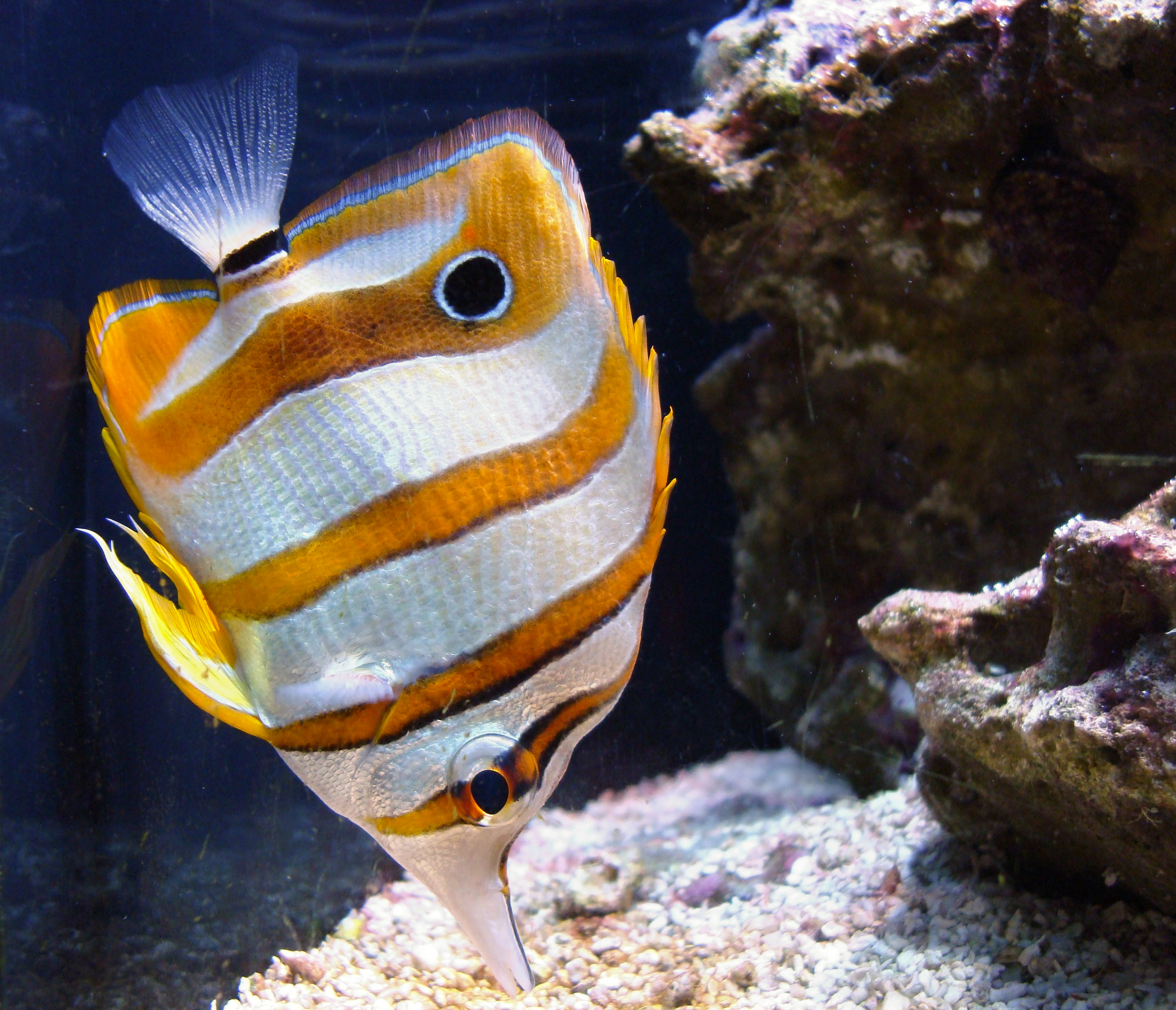
Alimentándose en el acuario de Seattle, EEUU.
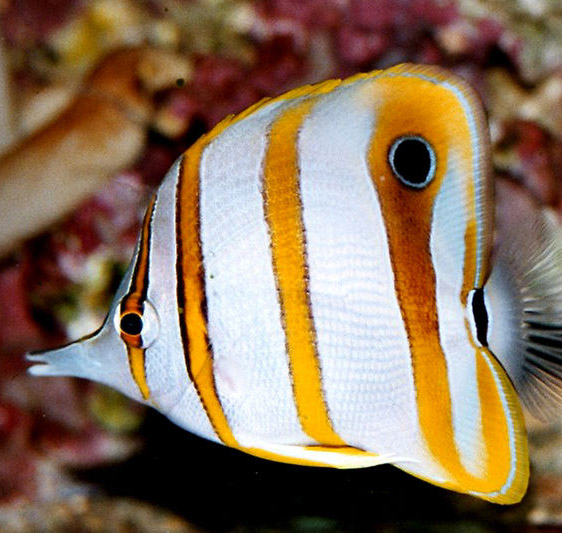
C. rostratus.
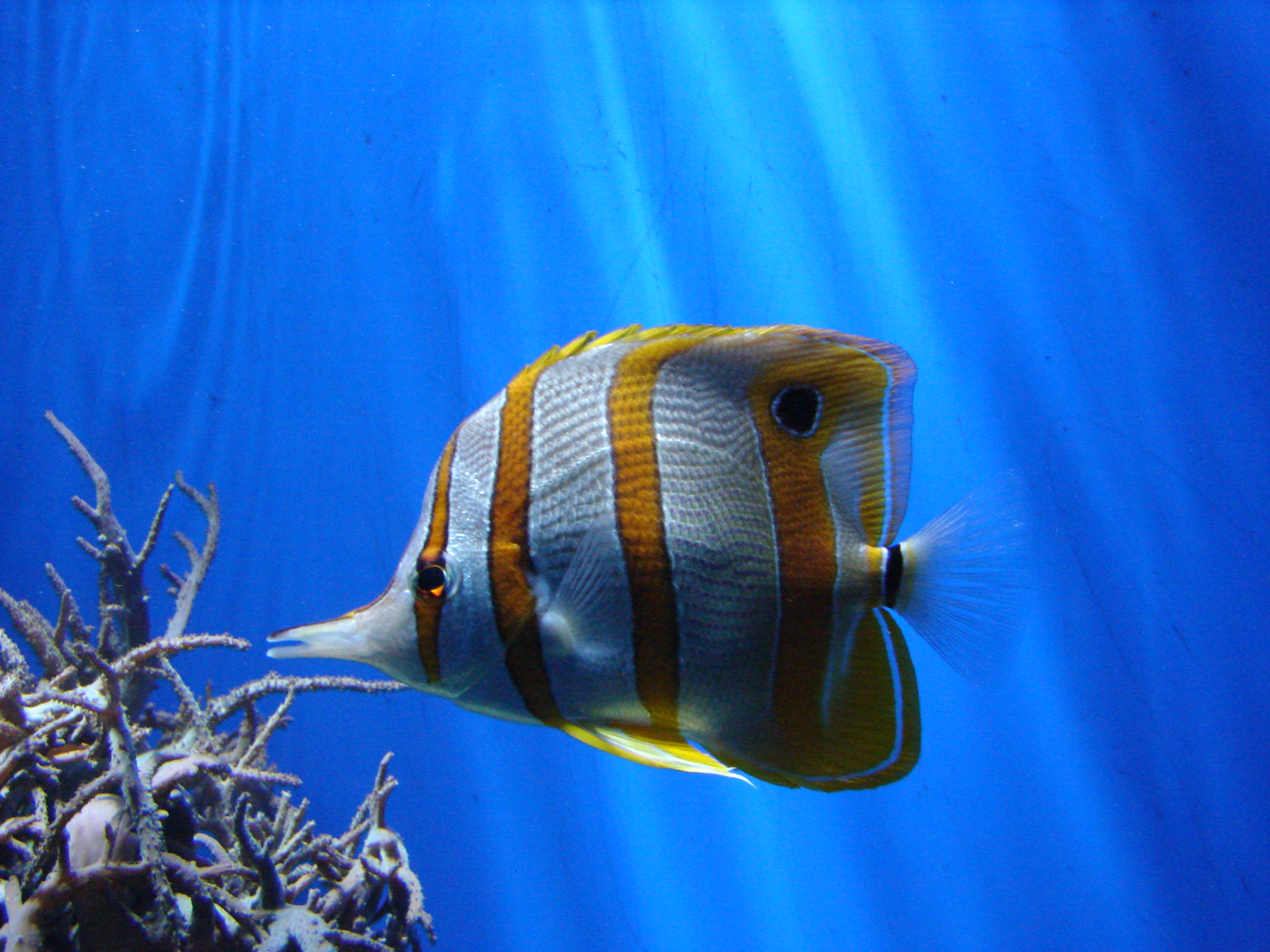
C. rostratus en el Zoo de Londres.